# Giorgia
Giorgia Todrani, cunoscută drept Giorgia, (n. 26 aprilie 1971, Roma, Italia) este o cântăreață italiană.